# Mongolische Fußballnationalmannschaft der Frauen
Die mongolische Fußballnationalmannschaft der Frauen ist eine Auswahlmannschaft der Mongolian Football Federation, die den zentralasiatischen Staat Mongolei seit 2018 auf internationaler Ebene bei Länderspielen im Frauenfußball vertritt.

## Geschichte
Ihr erstes Länderspiel bestritt die mongolische Nationalmannschaft am 3. September 2018 gegen die Nördlichen Marianen (3:2) in der ersten Qualifikationsrunde für die Ostasienmeisterschaft 2019. Unter Trainer Tsedevsuren Ganbold folgten ein Sieg gegen Guam (1:0) sowie ein torloses Unentschieden gegen Macau, sodass sich die Mannschaft für die zweite Qualifikationsrunde qualifizieren konnte. Dort scheiterte die Mongolei schließlich ohne einen eigenen Torerfolg an der Volksrepublik China (0:10), Taiwan (0:6) und Hongkong (0:2). Im November 2018 nahm die Nationalmannschaft am Qualifikationsturnier für die Olympischen Sommerspiele 2020 teil. Einer Niederlage gegen den Gastgeber Tadschikistan (1:4) ließen die Mongolinnen ein Remis gegen Singapur (2:2) sowie zwei weitere Niederlagen gegen Taiwan (0:9) und die Philippinen (1:5) folgen. Somit wurde der vierte Rang unter fünf teilnehmenden Mannschaften erreicht. Nach zwei Jahren ohne Länderspiele traf die Nationalmannschaft unter Trainer Erdenebat Sandagdorj im September 2021 in der Qualifikation zur Asienmeisterschaft 2022 auf Südkorea und Usbekistan. Beide Spiele gingen mit 0:12 verloren, den höchsten Niederlagen in der Geschichte des Landes, was das frühzeitige Ausscheiden zur Folge hatte.
Insgesamt bestritt die mongolische Nationalmannschaft zwölf Länderspiele, darunter jeweils zwei Siege und Unentschieden sowie acht Niederlagen. Rekordspielerinnen sind Altansukh Altantuya, Orgodol Tsasan-Okhin und Tuvshinjargal Undral, die in allen zwölf Partien zum Einsatz kamen. Rekordtorschützin ist Narmandakh Namuunaa mit zwei Treffern.

## Turniere

### Olympische Spiele
- 1996 bis 2016: Nicht teilgenommen
- 2020: Nicht qualifiziert
- 2024: Nicht qualifiziert
- 2028: Nicht qualifiziert

### Weltmeisterschaften
- 1991 bis 2019: Nicht teilgenommen
- 2023: Nicht qualifiziert
- 2027: Nicht qualifiziert

### Asienmeisterschaften
- 1975 bis 2018: Nicht teilgenommen
- 2022: Nicht qualifiziert
- 2026: Nicht qualifiziert

### Asienspiele
- 1990 bis 2018: Nicht teilgenommen
- 2023: Gruppenphase

### Ostasienmeisterschaften
- 2005 bis 2017: Nicht teilgenommen
- 2017: Zurückgezogen
- 2019: Nicht qualifiziert
- 2022: Nicht teilgenommen
- 2025: Nicht qualifiziert